# Крустпілс

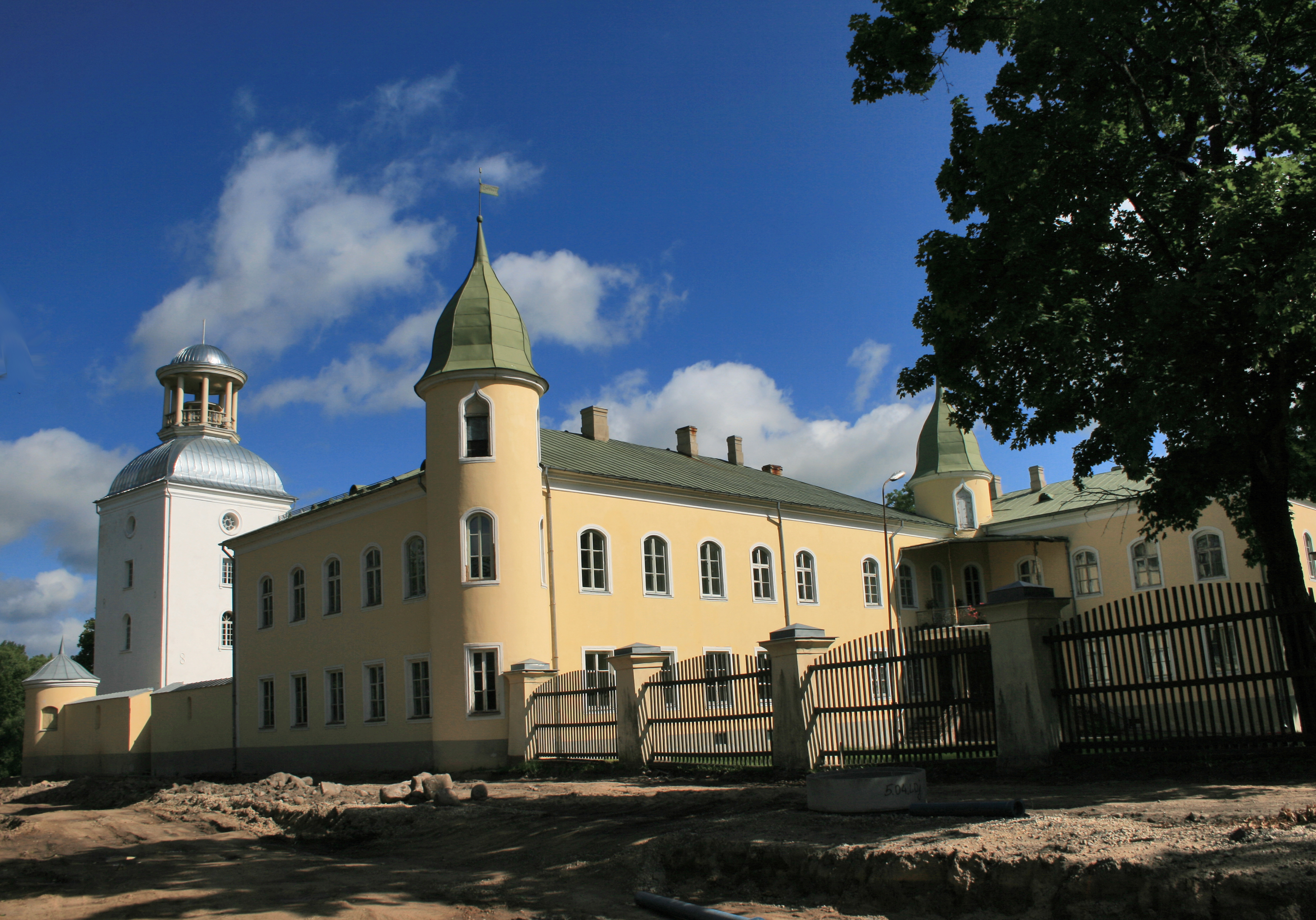
Замок Кройцбург

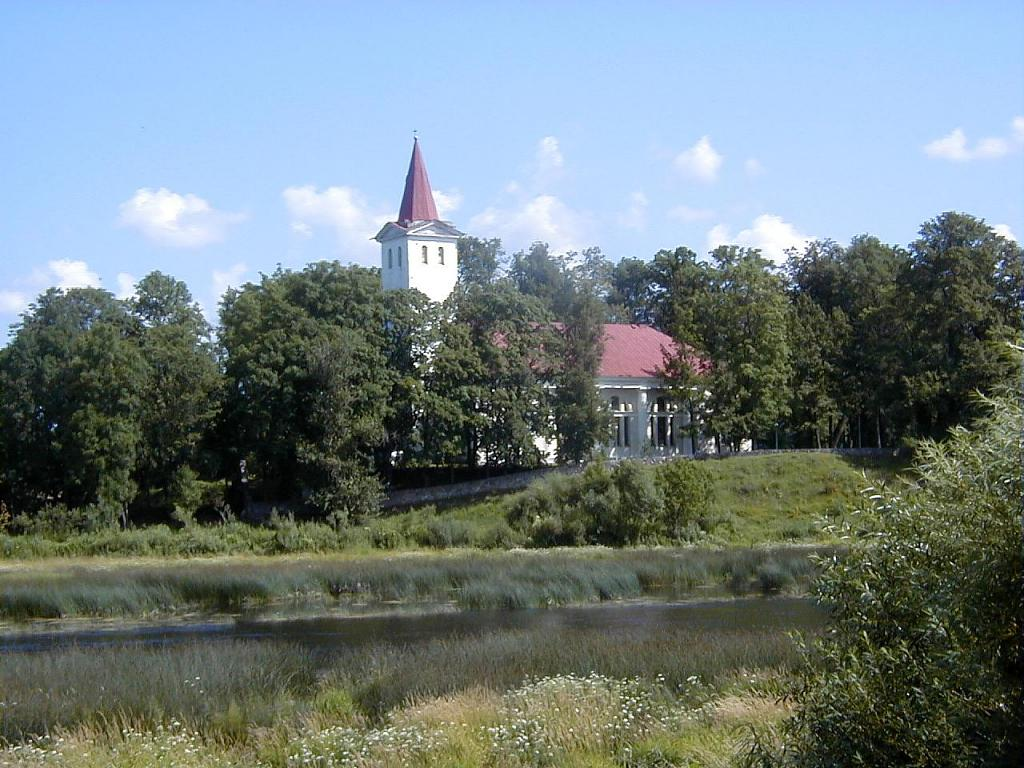
Лютеранська церква

Кру́стпілс (латис. Krustpils) — колишнє місто Латвії. Розташовувалося на південному сході країни, у регіоні Селія. Засноване 1237 року на основі замку Кройцбург. 1962 року, об'єднавшись із містом Єкабпілс, втратило свої права.

## Назва
- Крустпілс (латис. Krustpils)
- Кройцбург / Крейцбург (нім. Kreutzburg, «замок Хреста») — до 1920 року.

## Історія

Герб міста Крустпілс

Замок Кройцбург був споруджений ризьким єпископом Миколою Магдебурзьким в 1237 році.
В 1561 році разом з іншими укріпленими місцями Латгалії Кройцбург стає власністю польського короля.
В 1585 році Стефан Баторій подарував замок із землями довкола нього Миколі Корфу «на феодальному праві». Рід Корфів утримував свої володіння до початку XX століття. Один із представників рода Корфів був причетний до долі Ломоносова.
В 1557 році Кройцбург узяли війська Московії на чолі з Іваном Грозним, однак він був повернутий Польщі за умовами Олівського трактату 1660 року. Восени 1771 року, завершуючи польську кампанію, у замку жив О. Суворов.
У Крустпілсі височіє замок, що зберігся до наших днів, зведений єпископом Миколою. Замок сполучає в собі палацовий і оборонний комплекс. Саме таким його бачив Суворов, коли зупинявся в Кройцбурзі.
У безпосередній близькості від замку стояла церква, побудована в 1683—1685 роках, вежу якої вінчають бароковий шолом і ліхтар зі шпилем над ним. Нині на місці древньої кірхи стоїть нова, зведена в 1818 році в стилі російського ампіру, однак стара вежа чудом вціліла. Характерні для ампіру холодні, просторі зали повинні максимально відповідати лютеранській богослужбовій концепції, що наслідувала аскетизм чернечих орденів доготичної епохи.

## Відомі особистості
В поселенні народився:
- Ніколайс Малта (1890—1944) — латвійський ботанік.